# 太平山红淡比
太平山红淡比（学名：Cleyera japonica var. taipinensis）为山茶科红淡比属下的一个变种。

## 扩展阅读
- 維基物種上的相關：太平山红淡比